# Entephria infrequentata
Entephria infrequentata är en fjärilsart som beskrevs av Adrian Hardy Haworth 1809. Entephria infrequentata ingår i släktet Entephria och familjen mätare. Inga underarter finns listade i Catalogue of Life.